# La Flagelación (Huguet)
La Flagelación es una predela, obra del artista del gótico catalán Jaume Huguet datada entre 1462-1475. Formaba parte del desaparecido Retablo de San Marcos de Bernardo Martorell que se ubicaba en la capilla de San Marcos de la catedral de Barcelona encargado por la Cofradía de Maestros Zapateros de Barcelona. Del retablo no se tienen noticias de su destino cuando fue sustituido en el 1683, ni se conoce su estructura y contenido, puesto que, a pesar de estar mencionado en las visitas pastorales entre 1496 y 1530, no consta ninguna descripción. El emblema de esta cofradía, representado por un chapín, aparece esculpido en los montantes de la estructura, entre los símbolos de los evangelistas.
El cuerpo del retablo, actualmente desaparecido, fue realizado entre 1437 y 1443.

## Autor
Jaume Huguet (Valls, 1412 - Barcelona, 1492) fue un pintor gótico catalán con un estilo que evolucionó del gótico internacional hacia las innovaciones incorporadas desde la pintura flamenca. Su formación se realizó entre Valencia, Tarragona y Barcelona, si bien no se descarta que pudiera haber visitado Cerdeña o Nápoles, que formaban parte de la Corona de Aragón. Desarrolló su máxima actividad en Barcelona a partir de 1448, donde creó un taller que prácticamente monopolizó la realización de retablos en Cataluña durante la segunda mitad del siglo XV, Muertos Bernat Martorell y Lluís Dalmau, su taller incorporó a sus discípulos y también a miembros de la familia Vergós con quién mantuvo una estrecha relación personal y que son considerados coautores de este retablo.
Una parte importante de su obra se ha perdido en revueltas que han destruido las iglesias que las contenían y la mayoría de obras conservadas son paneles de retablos que han sido desmontados.

## Tema
La tabla recoge la escena de la flagelación de Jesús, uno de los episodios del Vía Crucis o ciclo de la Pasión de Jesús.
Según el Nuevo Testamento, Jesús fue arrestado en Getsemaní después de la Santa Cena con los doce apóstoles, y obligado a ser juzgado por el Sanedrín, Pilatos, y Herodes Antipas, antes de ser crucificado. Después de ser azotado, fue ridiculizado por los soldados romanos como el "rey de los Judíos", fue vestido con una capa morada, coronado con espinas, lo golpearon y escupieron, mientras se dirigía hacia el lugar de la crucifixión.
El acontecimiento de la flagelación está recogido en los cuatro evangelios, en los llamados evangelios apócrifos, y en los sermones, visiones o escritos de los santos y padres de la Iglesia.

## Historia
La que actualmente es la tercera capilla del lado del Evangelio de la catedral de Barcelona fue la última capilla construida en la segunda fase del templo, que se acabó a mediados de siglo XIV. En 1349 fue consagrada bajo la advocación de San Marcos, trasladándose el gremio de zapateros que, hasta aquel momento, había estado en una capilla del claustro.  En esta nueva ubicación instalaron un retablo pintado en 1346 por Arnau Balsa dedicado a Sant Marc y San Aniano.
El año 1431, aprovechando la ampliación de la catedral, los zapateros se trasladaron a la segunda capilla del mismo lado, donde hoy continúa la advocación de San Marcos. Esta capilla, fruto de la ampliación de la catedral, era nueva y de mayor capacidad, hecho que aprovecharon para instalar, en 1443, un retablo de Bernat Martorell con la predela de la Flagelación de Jaume Huguet, trasladando la obra de Arnau Balsa a la Colegiata Basílica de Santa Maria de Manresa, donde se conserva actualmente.
De la realización de este nuevo retablo gótico se conserva un recibo de 520 florines de oro de Aragón a favor de Bernat Martorell, datada el 15 de septiembre de 1439. También consta su presencia en la mencionada capilla en las visitas pastorales documentadas entre 1496 y 1530. Se desconoce la composición del retablo y dónde se ubicó cuando fue sustituido por el actual retablo barroco, obra del escultor Bernat Vilar acabado el 1683.
La siguiente información documentada es de 1863 en que aparece en una reseña de Valentí Carderdera sobre las obras que había en la catedral de Barcelona, y el 1911 estuvo recogido en un libro de Émile Bertaux, el primer historiador que atribuyó la tabla a Huguet. También a comienzos del siglo XX se realiza la primera fotografía de esta tabla a partir de la cual se realizaron los comentarios de historiadores como Ainaud, Tabla o Gudiol. Se desconoce su ubicación hasta que el 1953 Julián Gállego identifica la pintura en una exposición a las galerías Charpentier de París donde constaba como de autor anónimo, tal como lo describe en un artículo de la revista Destino. Pocos años más tarde, el 1967, fue adquirida por el Museo del Louvre con la participación de la Sociedad de Amigos del Louvre, después de una larga negociación en que el Ayuntamiento de Barcelona también optó por su adquisición.
El estado de conservación de la tabla es muy bueno, probablemente porque esta predela estaba protegida por otra tabla que se colocaba delante y se retiraba por las celebraciones, según consta en la visita pastoral de 1498.

## Descripción
Huguet plantea la escena en un interior noble, como si se tratara de un palacio, dentro de una ancha sala que tiene una columna en el centro. La escena recoge el momento en que Poncio Pilatos ordena el suplicio en medio de un nutrido grupo de espectadores. Cristo recibe los latigazos de dos verdugos mientras un ángel le enjuga la cara y otros dos recogen su sangre.
El autor compone la columna donde está atado Jesús cómo si formara parte de la estructura del edificio y la sitúa en un eje central, perpendicular de la cuadrícula que forma el pavimento. La columna conforma así el centro de rotación del núcleo figurativo con los ángeles y los verdugos rodeándola.
La distribución de espacios es similar a las tablas centrales de retablos contemporáneos que sitúan el personaje principal centrado y de pie. Habitualmente,  hay muros laterales, como se observa en el Retablo de los santos Abdón y Senén, pero en este caso los límites laterales están sustituidos por los dos grupos de personajes que asisten al acontecimiento. Se aprovecha el formato apaisado para incorporar un gran número de personajes, entre los cuales se encuentran dos apóstoles. En este caso el muro del fondo es una galería con cinco arcos sostenidos sobre finas columnas que permiten una gran visión del paisaje del fondo.
Los extremos laterales, dos paneles cortados adornados con oro y entrelazados, cada uno con dos medallones pintados con símbolos de los evangelistas: izquierda, San Juan y San Marcos, y derecha, San Mateo y San Lucas. Entre estos símbolos, a cada lado, un bajo relieve de un tapiz, un calzado de la época, emblema heráldico del gremio de los zapateros.
El formato viene determinado por la ubicación del panel en la predela que impuso a esta escena de la flagelación un despliegue inusual en la pintura catalana del siglo XV. La visión horizontal muestra una galería pavimentada con losas de piedra con motivos geométricos, cinco pórticos abiertos a un paisaje rural con un camino serpenteante, una casa flanqueada por una torre, una cresta de colinas y un cielo azul, abandonando los dorados y estofados típicos del gótico para representar el cielo. En el centro está Cristo atado a una columna y azotado por dos verdugos. A ambos lados se representan los personajes; en el lado derecho, Poncio Pilato, sentado en un trono zoomórfico adornado con un escudo con el símbolo imperial del águila bicéfala y rodeado de sus asesores. Huguet utiliza el mismo modelo que el emperador Decio del Retablo de los santos Abdón y Senén o que el prefecto Daciano de la tabla de la "Confesión ante Daci" del retablo de San Vicente de Sarrià, salvo que el sombrero de Pilato es de estilo bizantino..
En el lado izquierdo los espectadores, entre ellos dos niños y dos apóstoles con un nimbo, probablemente San Pedro, representando el arrepentimiento por su negación, y, según las fuentes, san Marcos, patrón de los comitentes, o san Juan Bautista, en representación del conjunto de apóstoles dispersados después de traicionar el Maestro y abandonarlo.
Dos ángeles arrodillados a los pies de Cristo son responsables de la recogida de su sangre mientras otro le seca la frente. La presencia de los ángeles no es común en escenas de este tema y se puede relacionar con los que aparecen esporádicamente en la crucifixión. De hecho, la flagelación se ha considerado a menudo como la prefiguración de esta escena.

## Obras contemporáneas
La representación del martirio en una columna interior de la estructura del edificio fue representada por Duccio di Buoninsegna en su Maestà, un gran retablo que fue encargado para la catedral de Siena en 1308 y que en su cara posterior mostraba el ciclo de la Pasión de Cristo en 26 tablas. La composición de Duccio sería decisiva en la configuración iconográfica occidental del pasaje evangélico.
|                                                 |
| La flagelación de Duccio a la catedral de Siena |

|                                                |
| La flagelación de Piero della Francesca (1455) |

|                                     |
| La flagelación de Jan Polack (1490) |

|                                                                              |
| La flagelación antiguamente atribuida a Vrancke van der Stockt (final s. XV) |